# Marco van Basten
Marcel van Basten, conegut com a Marco van Basten, (Utrecht, 31 d'octubre de 1964) és un exfutbolista neerlandès, considerat com a un dels millors futbolistes de la història dels Països Baixos.
Com a jugador defensà els colors de l'Ajax Amsterdam i l'AC Milan durant els 80 i 90. Un dels golejadors més destacats del seu moment, va marcar 277 gols a la seva carrera, que fou aturada per una lesió. Va ser nomenat Pilota d'Or tres cops (1988, 1989 i 1992) i FIFA World Player el 1992. Fou quatre cops màxim golejador neerlandès (1984, 1985, 1986 i 1987), marcant 117 gols en 112 partits, destacant la temporada 1985-86, en la qual marcà 37 gols en 26 partits, fet que li suposà guanyar la Bota d'Or europea.
L'any 1987, Silvio Berlusconi el va fitxar pel Milan, juntament amb els seus compatriotes Ruud Gullit i Frank Rijkaard. El 1988 fou la gran figura de la selecció neerlandesa campiona d'Europa a l'Euro 88, essent el màxim golejador i nomenat millor jugador de la competició. Amb el Milan fou quatre cops campió italià i dues d'Europa com a principal palmarès. També fou diversos cops màxim golejador de la lliga i nomenat millor futbolista europeu.

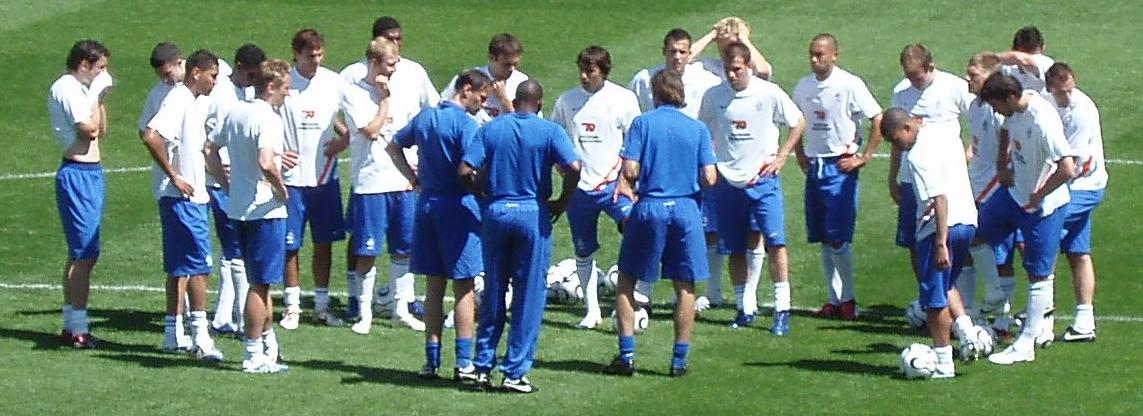
Van Basten parla amb l'equip neerlandès al Mundial del 2006.

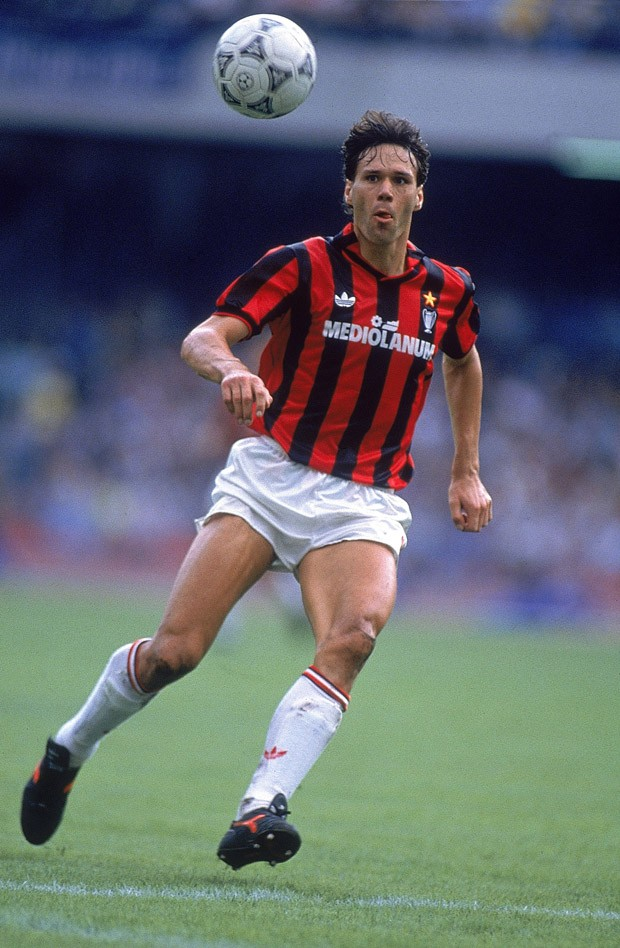
Van Basten jugant al Milan.

Van Basten deixà el Milan i el futbol en actiu l'any 1995. Als anys 2000 començà la feina d'entrenador, dirigint la selecció del seu país i el seu primer gran club en dues etapes, la segona entre 2008 i 2009.

## Perfil del jugador
Considerat com un dels davanters i jugadors més grans i complets de la història de l'esport, a causa del seu prolífic golejador i de la seva gran habilitat, Van Basten va ser batejat com el "Cigne d'Utrecht" per la seva elegància i el seu joc d'atac intel·ligent, i era conegut per la seva inclinació a marcar gols acrobàtics. La seva alçada i força li permetien sobresortir a l'aire, i la seva habilitat tècnica i agilitat el van veure executar cops espectaculars durant tota la seva carrera, com ara volees i xilenes. Davanter ràpid i oportunista amb bons reflexos i un moviment excel·lent, sovint aprofitava les pilotes soltes a l'àrea de penal per la seva capacitat per anticipar-se als defensors, i era capaç de controlar bé les pilotes ràpides i difícils amb un sol toc, o fins i tot disparar al primer toc. Posseïdor d'un tir potent i precís, clínic i variat des de qualsevol punt del terreny de joc, era capaç de marcar gols amb qualsevol dels peus des de dins o fora de l'àrea, així com amb el cap; també era un precís llançador de penals i tirs lliures directes. Al llarg de la seva carrera, Van Basten va convertir 53 penals dels 57 que va fer, amb una taxa d'èxit del 93,0%, la sisena més alta de la història, darrere de Ledio Pano (100%), Matthew Le Tissier (97,9%), Zico (97,8%), Cuauhtémoc Blanco (97,3%) i Ferenc Puskás (96,7%). Abans de fer penals, Van Basten solia fer un salt característic.
Tot i que era conegut principalment com un atacant tradicional que va operar a l'àrea de penal com a davanter centre al llarg de la seva carrera, Van Basten també posseïa una visió i una distribució excel·lents, a més de la seva capacitat golejadora, que li va permetre jugar en posicions més profundes i creatives, com a segon davanter, per exemple, i que li permetia participar en la preparació de jugades d'atac i oferir assistències als seus companys a més de fer gols ell mateix; una de les seves assistències més destacades va ser la que va oferir a Frank Rijkaard per al gol de la victòria del Milan a la final de la Copa d'Europa de 1990 contra el Benfica.
Malgrat la seva gran estatura, Van Basten posseïa excel·lents habilitats tècniques i control de la pilota, així com un bon equilibri i una notable elegància a la pilota, cosa que va inspirar el seu sobrenom. Com a tal, el seu físic fort, combinat amb el seu control, també li permetien aguantar la pilota per als companys quan jugava d'esquena a la porteria.
Malgrat la seva habilitat, la carrera de Van Basten es va veure greument afectada per moltes lesions greus, que finalment el van obligar a retirar-se prematurament del futbol als 28 anys. La manca de protecció dels àrbitres i les regles de futbol inadequades contra les defenses accidentades i les entrades per darrere van ser identificades com la font de les lesions que finalment van provocar la fi de la seva carrera; en conseqüència, la jubilació anticipada de Van Basten a causa de les seves lesions va provocar un ampli debat al món del futbol sobre si les entrades per darrere haurien de ser il·legals al futbol, per tal de protegir els jugadors amb talent de manera més eficaç. Durant la Copa del Món de 1994, també es mostrava tarjeta vermella directa per a les entrades per darrere o mostrant els tacs.ç El 1998, abans de la Copa del Món d'aquell any, la FIFA va prohibir completament el tackle des de darrere; aquesta norma va arribar a ser coneguda col·loquialment com la "llei Van Basten" a mitjans de comunicació. Tot i que Van Basten era conegut per haver estat sovint en receptor de dures faltes dels seus oponents al llarg de la seva carrera, l'antic àrbitre Daniele Tombolini va descriure Van Basten com un jugador conegut pel seu joc físic i que utilitzava la seva força i es va cometia moltes faltes durant els partits.

## Palmarès
Com a jugador
- Ajax Amsterdam:
  - Recopa d'Europa de futbol: 1987
  - Lliga neerlandesa de futbol: 1982, 1983, 1985
  - Copa neerlandesa de futbol: 1983, 1986, 1987
- AC Milan:
  - Copa d'Europa de futbol: 1989, 1990
  - Copa Intercontinental de futbol: 1989, 1990
  - Supercopa d'Europa de futbol: 1989, 1990
  - Lliga italiana de futbol: 1988, 1992, 1993, 1994
  - Supercopa italiana de futbol: 1988, 1992, 1993
- Selecció
  - Campionat d'Europa de futbol: 1988

### Distincions individuals
- 1984

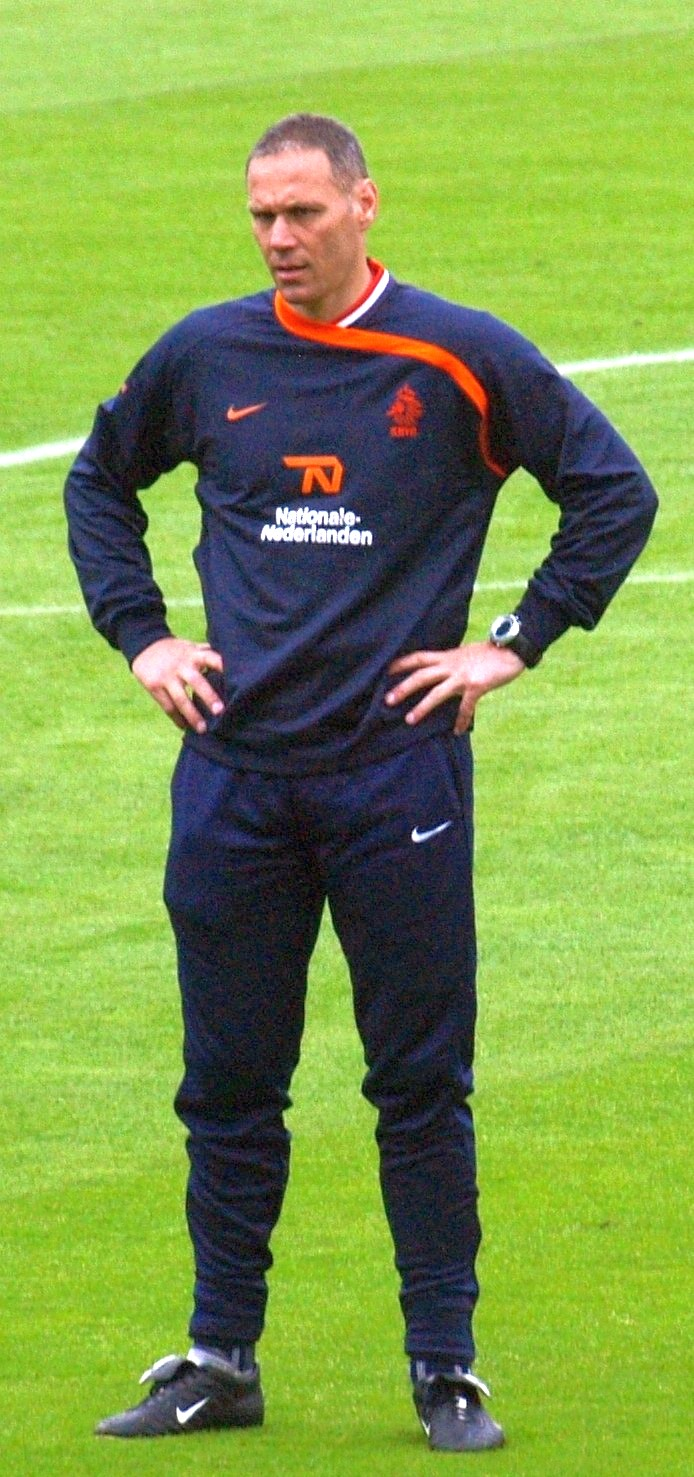
Marco van Basten entrenador.

  - Màxim golejador de la lliga neerlandesa de futbol: (28 gols)
  - Bota d'Argent: (28 gols)
- 1985
  - Futbolista neerlandès de l'any
  - Màxim golejador de la lliga neerlandesa de futbol: (22 gols)
- 1986
  - Bota d'Or: (37 gols)
  - Màxim golejador de la lliga neerlandesa de futbol: (37 gols)
- 1987
  - Onze d'Argent
  - Màxim golejador de la lliga neerlandesa de futbol: (31 gols)
  - Trofeu Bravo: 1987
- 1988
  - Millor jugador i màxim golejador de l'Eurocopa 1988: (5 gols).
  - Onze d'Or
  - Jugador de l'any de World Soccer
  - Pilota d'Or
- 1989
  - Màxim golejador de la Copa d'Europa: (10 gols)
  - Pilota d'Or
  - Onze d'Or
  - Futbolista de l'any de la UEFA
- 1990
  - Màxim golejador de la lliga italiana de futbol: (19 gols)
  - Futbolista de l'any de la UEFA
  - Millor jugador de l'any de la IFFHS: 1988, 1989
- 1992
  - Jugador de l'any de World Soccer
  - Onze d'Argent
  - Pilota d'Or
  - Màxim golejador de la lliga italiana de futbol: (25 gols)
  - Futbolista de l'any de la UEFA
  - FIFA World Player
- 2004
  - Nomenat al FIFA 100

## Estadístiques

### Club
| Club          | Temporada     | Lliga         | Lliga | Lliga | Copa | Copa | Europa | Europa | Altres | Altres | Total | Total |
| Club          | Temporada     | Divisió       | Aps   | Gols  | Aps  | Gols | Aps    | Gols   | Aps    | Gols   | Aps   | Gols  |
| ------------- | ------------- | ------------- | ----- | ----- | ---- | ---- | ------ | ------ | ------ | ------ | ----- | ----- |
| AFC Ajax      | 1981–82       | Eredivisie    | 1     | 1     | 1    | 0    | 0      | 0      | –      | –      | 2     | 1     |
| AFC Ajax      | 1982–83       | Eredivisie    | 20    | 9     | 5    | 4    | 0      | 0      | –      | –      | 25    | 13    |
| AFC Ajax      | 1983–84       | Eredivisie    | 26    | 28    | 4    | 1    | 2      | 0      | –      | –      | 32    | 29    |
| AFC Ajax      | 1984–85       | Eredivisie    | 33    | 22    | 4    | 2    | 4      | 5      | –      | –      | 41    | 29    |
| AFC Ajax      | 1985–86       | Eredivisie    | 26    | 37    | 3    | 2    | 2      | 0      | –      | –      | 31    | 39    |
| AFC Ajax      | 1986–87       | Eredivisie    | 27    | 31    | 7    | 6    | 9      | 6      | –      | –      | 43    | 43    |
| AFC Ajax      | Total         | Total         | 133   | 128   | 24   | 15   | 17     | 11     | —      | —      | 172   | 152   |
| AC Milan      | 1987–88       | Serie A       | 11    | 3     | 5    | 5    | 3      | 0      | –      | –      | 19    | 8     |
| AC Milan      | 1988–89       | Serie A       | 33    | 19    | 4    | 3    | 9      | 10     | 1      | 1      | 47    | 33    |
| AC Milan      | 1989–90       | Serie A       | 26    | 19    | 4    | 1    | 9      | 4      | 3      | 1      | 42    | 25    |
| AC Milan      | 1990–91       | Serie A       | 31    | 11    | 1    | 0    | 2      | 0      | 1      | 0      | 35    | 11    |
| AC Milan      | 1991–92       | Serie A       | 31    | 25    | 7    | 4    | –      | –      | –      | –      | 38    | 29    |
| AC Milan      | 1992–93       | Serie A       | 15    | 13    | 1    | 0    | 7      | 8      | 1      | 1      | 24    | 22    |
| AC Milan      | 1993–94       | Serie A       | –     | –     | –    | –    | –      | –      | –      | –      | –     | –     |
| AC Milan      | 1994–95       | Serie A       | –     | –     | –    | –    | –      | –      | –      | –      | –     | –     |
| AC Milan      | Total         | Total         | 147   | 90    | 22   | 13   | 30     | 22     | 4      | 2      | 205   | 128   |
| Carrera total | Carrera total | Carrera total | 280   | 218   | 46   | 28   | 47     | 33     | 4      | 2      | 379   | 282   |

### Internacional
| Selecció      | Any   | Aps | Gols |
| ------------- | ----- | --- | ---- |
| Països Baixos | 1983  | 3   | 2    |
| Països Baixos | 1984  | 3   | 0    |
| Països Baixos | 1985  | 4   | 1    |
| Països Baixos | 1986  | 4   | 2    |
| Països Baixos | 1987  | 4   | 1    |
| Països Baixos | 1988  | 9   | 5    |
| Països Baixos | 1989  | 5   | 2    |
| Països Baixos | 1990  | 11  | 8    |
| Països Baixos | 1991  | 5   | 2    |
| Països Baixos | 1992  | 10  | 1    |
| Total         | Total | 58  | 24   |

### Estadístiques com a entrenador
| Equip         | Inici                | Final                  | Rècord | Rècord | Rècord | Rècord | Rècord |
| Equip         | Inici                | Final                  | PJ     | G      | E      | P      | %      |
| ------------- | -------------------- | ---------------------- | ------ | ------ | ------ | ------ | ------ |
| Països Baixos | 29 de juliol de 2004 | 21 de juny de 2008     | 52     | 35     | 11     | 6      | 67,31  |
| AFC Ajax      | 1 de juliol de 2008  | 6 de maig de 2009      | 45     | 26     | 8      | 11     | 57,78  |
| SC Heerenveen | 1 de juliol de 2012  | 30 de juny de 2014     | 72     | 27     | 18     | 27     | 37,50  |
| AZ Alkmaar    | 1 de juliol de 2014  | 15 de setembre de 2014 | 5      | 2      | 0      | 3      | 40     |
| Total         | Total                | Total                  | 174    | 90     | 37     | 47     | 51,72  |